# آخر شيء يريده (فلم)
آخر شيء يريده (بالإنجليزية: The Last Thing He Wanted) فيلم إثارة سياسي بريطاني أمريكي عام 2020، من إخراج دي ريس  إستنادًا إلى رواية عام 1996 التي تحمل نفس الأسم من تأليف جوان ديديون، من سيناريو لريس وماركو فيلالوبوس. من بطولة  آن هاثاواي وبن أفليك. تم عرضه لأول مرة في العالم في مهرجان صندانس السينمائي في 27 يناير 2020، وأصدرته شركة نتفليكس في 21 فبراير 2020. تعرض الفيلم لإنتقادات شديدة من قبل النقاد، مع إنتقادات لكتابته.

## طاقم التمثيل
- آن هاثاواي: في دور إيلينا مكماهون
- ويليم دافو: في دور ديك مكماهون
- بن أفليك: تريت موريسون
- روزي بيريز: في دور ألما غيريرو
- إيدي جاتجي: في دور جونز
- ميل رودريغيز: في دور باري سيدلو
- اوناتا أبريل: في دور كات مكماهون
- توبي جونز: في دور بول شوستر[7]

## أحداث الفيلم
تعود مراسلة صحيفة  ذي اتلانتك بوست الأمريكية إيلينا مكماهون (آن هاثاواي) من رحلة عمل في السلفادور حيث تعرضت هناك للقتل من قوات عسكرية إنقلابية. تحضر خطاب لأحد الوزراء وتسأله وجميع الحاضرين في ذهول عن ما تعرفه عن أن المخابرات الأمريكية تقوم بزراعة الغام في مياه مواني نيكاراجوا لإعاقة حركة الشحن، وحين يرفض الوزير التعليق ويقول: «من الأفضل أن تسألي جماعات الكونترا»(تتكون من جماعات متمردة مختلفة ممولة مدعومة من الولايات المتحدة، وكانت نشطة من عام 1979 إلى أوائل التسعينات في معارضة الإشتراكية الساندينية من المجلس العسكري لإعادة الإعمار الوطني في نيكاراغوا)، وتقوم إيلينا بإحراج الوزير عندما تخبره بخطاب الرئيس ريجان وهو يقول إنه هو أيضا «كونترا»، يعتذر مساعد الوزير لضيق الوقت ويغادر غاضبا. يكلف رئيس التحرير إيلينا بمتابعة حملة إعادة إنتخاب الرئيس الأمريكي دونالد ريجان عام 1984، ضد منافسة جورج بوش، وترفض إيلينا لرغبتها في متابعة ما يحدث في إضطرابات أمريكا اللاتينية ولعلمها بتهريب السلاح بصورة غير رسمية إلى جهات متقاتلة في هذه المنطقة المشتعلة. تقابل إيلينا والدها الذي يصاب بأزمة قلبية خفيفة، ويخبرها إنه ضالع في صفقة مربحة تكفيه لآخر العمر وتنتشله من الفقر، ويطلب منها الذهاب لمقابلة شخص مشترك معه في الصفقة يدعى سيدلو، وتقوم بالمهمة وتواجه أشياء غامضة تجعلها تتراجع. يصر والدها ديك على سفرها مع سيدلو لجلب ماله من المشتري، وتعرف إنهم يقوموا ببيع مخلفات أسلحة لبعض ثوار مقاتلين. تجد إيلينا نفسها في طائرة متجهة إلى سان خوسيه مع صناديق المعدات، لكن بدون سيدلو الذي أوهمها إن المهمة بسيطة ولكنها عندما تهبط بها الطائرة تجد من يأخذ شحنتها ولا يسلمها المال بل إنها تتعرض لمحاولة قتل. تتمكن إيلينا من مكالمة سيدلو الذي يرسل لها تذكرة طائرة، وتكتشف في المطار إن جواز سفرها قد تم تزوير أسم آخر لها. تتعقد الأمور ولكن يظهر تريت موريسون (بن أفليك)، وهو مساعد الوزير الذي أحرجته بأسألتها، يعرض عليها المساعدة، وتطمئن له حتى إنها تشاركه الفراش. تستمر محاولات إغتيالها، ومحاولات إتصالها بزميلة لها تستوضح منها الأمور، وتطالع الصحف يوميا لتقع عينها على خبر وفاة والدها إثر أزمة قلبية. تحاول إيلينا تجميع الحوادث وتحليلها وفي النهاية تدرك إنها شخص غير مرغوب فيه، وفي لحظة إستخلاصها للحقيقة ترى آخر مشهد لها في الحياة، وتريت يصوب مسدسه إلى رأسها، والمشهد التالي يكون تريت في جلسة رسمية وذراعه معلق وكأنه مصاب، ليعلن لمن يحقق معه، إنه إضطر لإصابة السيدة الأمريكية التي علم بتجارتها في السلاح وتابعها لمحاولة إرجاعها، لكنها عاجلته برصاصة أصابت كتفه، وإضطر إلي قتلها.

## الإنتاج
أُعلن في سبتمبر 2017، أن دي ريس سيقوم بإخراج فيلمًا إستنادًا إلى رواية تحمل أسم (آخر شيء يريده) لجوان ديديون، من سيناريو لماركو فيلالوبوس، وأن كاسيان إلويس سينتج الفيلم، وفي فبراير 2018، إنضمت آن هاثاواي إلى فريق عمل الفيلم، وفي يونيو 2018، إنضم أيضا ويليم دافو إلى فريق عمل الفيلم. إكتمل فريق العمل في يوليو 2018، حين إنضم بن أفليك وتوبي جونز وروزي بيريز وإيدي جاتجي وميل رودريغيز وكارلوس ليل إلى طاقم الفيلم. بدأ التصوير الرئيسي في 14 يونيو 2018، في بورتوريكو.

## صدور الفيلم
حصلت شركة نيتفليكس في مايو 2018، على حقوق توزيع الفيلم، وتم عرضه العالمي الأول في مهرجان صندانس السينمائي في 27 يناير 2020.

## أستقبال الفيلم
كتب موقع تجميع آراء النقاد المعروف باسم "الطماطم الفاسدة"، إن أراء النقاد تجمع على أن الفيلم: سيكون آخر ما يريده المشاهدون أيضًا"، حيث حصل الفيلم على تقدير 5% بناء على أراء 55 ناقد. أما موقع "ميتاكريتك" فقد منح الفيلم 35% وهذا أيضا يعبر عن تعليقات غير مرضية، كما وصف نيك ألين، ناقد لموقع "روجر ايبرت" الفيلم بأنه: "غير مفهوم إلى درجة مثيرة للإعجاب". وصف بنجامين لي من صحيفة الجارديان الفيلم بأنه "فيلم مدته ساعتان مليء بالكثير جدًا وغير كافٍ بطريقة ما، الشيء الأخير الذي يريده شيء لم يرغب به أحد".

## وصلات خارجية
مقالات تستعمل روابط فنية بلا صلة مع ويكي بيانات